# Dominic Hyam
Pour les articles homonymes, voir Hyam (homonymie).
Dominic Hyam, né le 20 décembre 1995 à Leuchars, est un footballeur écossais qui joue au poste de défenseur central aux Blackburn Rovers.

## Biographie

### En club
Formé à Reading où il signe un contrat de trois ans en 2013, Hyam ne joue jamais pour ce club. Il est prêté à Hemel Hempstead Town, Basingstoke Town, Dagenham & Redbridge, Portsmouth et Aldershot Town, clubs en divisions inférieures.
Le 24 juin 2017, il signe un contrat de deux ans en faveur de Coventry City, qu'il rejoindra en juillet 2017.
Le 28 août 2022, il rejoint les Blackburn Rovers .

### En sélection
Le 21 mars 2023, il est sélectionné en équipe nationale

## Palmarès
- Coventry City
  - champion d'Angleterre de D3 en 2020.